# Fulbari (Okhaldhunga)
Pour les articles homonymes, voir Fulbari.
Phulbari (en népalais : फूलबारी) est un comité de développement villageois du Népal situé dans le district d'Okhaldhunga. Au recensement de 2011, il comptait 3 544 habitants.